# Hasbrouck Heights
Hasbrouck Heights és una població dels Estats Units a l'estat de Nova Jersey. Segons el cens del 2008 tenia 11.410 habitants.

## Demografia
Segons el cens del 2000, Hasbrouck Heights tenia 11.662 habitants, 4.521 habitatges, i 3.142 famílies. La densitat de població era de 2.981,9 habitants/km².
Dels 4.521 habitatges en un 30,8% hi vivien nens de menys de 18 anys, en un 57,1% hi vivien parelles casades, en un 9,4% dones solteres, i en un 30,5% no eren unitats familiars. En el 26,2% dels habitatges hi vivien persones soles l'11,7% de les quals corresponia a persones de 65 anys o més que vivien soles. El nombre mitjà de persones vivint en cada habitatge era de 2,58 i el nombre mitjà de persones que vivien en cada família era de 3,16.
Per edats la població es repartia de la següent manera: un 22,2% tenia menys de 18 anys, un 6,5% entre 18 i 24, un 29,9% entre 25 i 44, un 24,4% de 45 a 60 i un 17% 65 anys o més.
L'edat mediana era de 40 anys. Per cada 100 dones de 18 o més anys hi havia 89,6 homes.
La renda mediana per habitatge era de 64.529 $ i la renda mediana per família de 75.032 $. Els homes tenien una renda mediana de 51.328 $ mentre que les dones 40.570 $. La renda per capita de la població era de 29.626 $. Aproximadament el 2,1% de les famílies i el 4,2% de la població estaven per davall del llindar de pobresa.

## Poblacions més properes
El següent diagrama mostra les poblacions més properes.